# Kurt Wölcken
Hermann Kurt Wölcken (* 6. August 1904 in Tianjin, China; † 11. Januar 1992 in Florida, Provinz Buenos Aires, Argentinien) war ein  deutscher Geophysiker, Meteorologe und Polarforscher.

## Leben
Kurt Wölcken studierte an den Universitäten München, Wien und Göttingen, unter anderem bei Emil Wiechert. 1930 promovierte er in Göttingen mit der Dissertation Über Messungen und Registrierungen der Ultrastrahlung. Anschließend nahm er 1930 bis 1931 an der Grönland-Expedition Alfred Wegeners teil, wobei er in der Weststation überwinterte. Mittels seismischer Messungen bestimmte er Dickenprofile des grönländischen Inlandeises und, kombiniert mit den trigonometrischen Höhenbestimmungen Karl Weikens, auch das Profil des Untergrunds. In Fortführung dieser Arbeiten nahm er während des zweiten Internationalen Polarjahrs 1932/33 an einer vom Geologen Michail Jermolajew (1905–1991) geleiteten sowjetischen Arktisexpedition auf die Nordinsel Nowaja Semljas teil, wo heute ein Kap und ein Gletscher seinen Namen tragen.
Anschließend wandte Wölcken sich verstärkt der Meteorologie zu. Von 1934 bis 1938 war er beim deutschen Seewetterdienst angestellt. Zeitweise tat er Dienst auf einem Wetterschiff vor der brasilianischen Küste, von wo aus die Wetterberatung der deutschen Südatlantikflüge stattfand. 1938 trat er in das argentinische Amt für Meteorologie, Geophysik und Hydrologie ein, wo er bis 1976 in verschiedenen Positionen tätig war. Zuletzt leitete er das Institut für Physik der Atmosphäre. 1961 wurde Wölcken zum ordentlichen Professor für Meteorologie und Klimatologie an der Universidad del Salvador in Buenos Aires berufen. 
Mit Kurt Wölcken starb 1992 der letzte Teilnehmer an der Grönland-Expedition Alfred Wegeners.
Sein älterer Bruder Fritz Wölcken war Professor für Englische Philologie.

## Auszeichnungen
- Gedenkmedaille des Arktischen und Antarktischen Forschungsinstituts (russ. Арктический и антарктический научно-исследовательский институт) Leningrad, 1970
- Ehrenmitglied der Argentinischen Gesellschaft für Geophysik und Geodäsie (span. Asociatión Argentina de Geofísicos y Geodestas), 1984
- Bundesverdienstkreuz I. Klasse, 1984

## Schriften
- Bernhard Brockamp, Ernst Sorge und Kurt Wölcken: Seismik. In: Wissenschaftliche Ergebnisse der Deutschen Grönland Expedition Alfred Wegener 1929 und 1930–1931, Band 2, Brockhaus, Leipzig 1933.
- Kurt Wölcken: Schalluntersuchungen im Polargebiet. In: Zeitschrift für Geophysik. Band 10, 1934, S. 222–234. doi:10.23689/fidgeo-3266
- Kurt Wölcken: Seismische Eisdickenmessungen auf Nowaja Semlja 1932/33 (PDF; 620 kB). In: Polarforschung. Band  31, 1961, S. 87–91.